# Fort Calpentijn
Kalpitiya Fort is gebouwd door de Verenigde Oostindische Compagnie in de jaren 1667 – 1676 in Sri Lanka, dat in die tijd Ceylon heette, op de plek waar de Portugezen eerder een palissade en een jezuïtische kerk hadden gebouwd. Het is een vierkant fort gemaakt van kalksteen en koraalrots, met bastions op de hoekpunten. Twee grote bastions aan de landkant en twee kleinere aan de waterkant. De kleine steken niet uit buiten de muur, omdat de poort, in het midden van die muur, gebouwd is in de vorm van een bastion. Van hier uit wordt de hele muur bestreken.
De muren zijn zo'n 6 meter hoog en verkeren tegenwoordig in goede staat. Binnen de muren bevinden zich de dakloze ruïnes van de jezuïetenkerk, pakhuizen, munitieopslagplaatsen en verblijfplaatsen voor soldaten. Als het nodig was kon het fort een garnizoen van enige honderden soldaten huisvesten. In Francois Valentijns beschrijving van het Ceylon van rond 1700 wordt Fort Calpentijn beschreven als 'redelijk sterk met een redelijk sterk garnizoen'.
Op kleine afstand van het fort staat een kerkje met een klokkentoren zonder klok, en daaromheen een begraafplaats met enkele verweerde grafmonumenten. Het kerkje is gebouwd in 1706. Rond 1840 is aan de zijkant een ronde veranda met pilaren gebouwd met een nieuwe ingang. Later is deze ingestort. Recent is het kerkje gerestaureerd.

## Locatie
Kalpitiya, dat door de Hollanders Calpentijn of Calpetty genoemd werd, is een smal schiereiland aan de westkust van Sri Lanka dat vanaf Puttalam zo'n 50 kilometer naar het noorden loopt, parallel aan het vasteland. Aan het uiterste eind, aan de kant van de lagune, bevindt zich het fort. Na een lange periode van verwaarlozing werd dit ten tijde van de strijd tegen de Tamil Tigers als basis in gebruik genomen door de Sri Lankaanse marine. Sinds de marine is vertrokken is het weer te bezichtigen.

## Historische achtergrond
De locatie van het fort is tegenwoordig een uithoek, maar in de VOC-tijd was het een zeer strategische plek. Het fort bewaakte de toegang tot de haven van Puttalam, en kon zo voorkomen dat het koninkrijk Kandy in het bergachtige binnenland handel kon drijven met Zuid-India. Puttalam was toen een van de weinige havens die het rijk van Kandy nog over had. Vooral om die reden had VOC commandeur Rijcklof Van Goens het schiereiland in 1659 ingenomen.

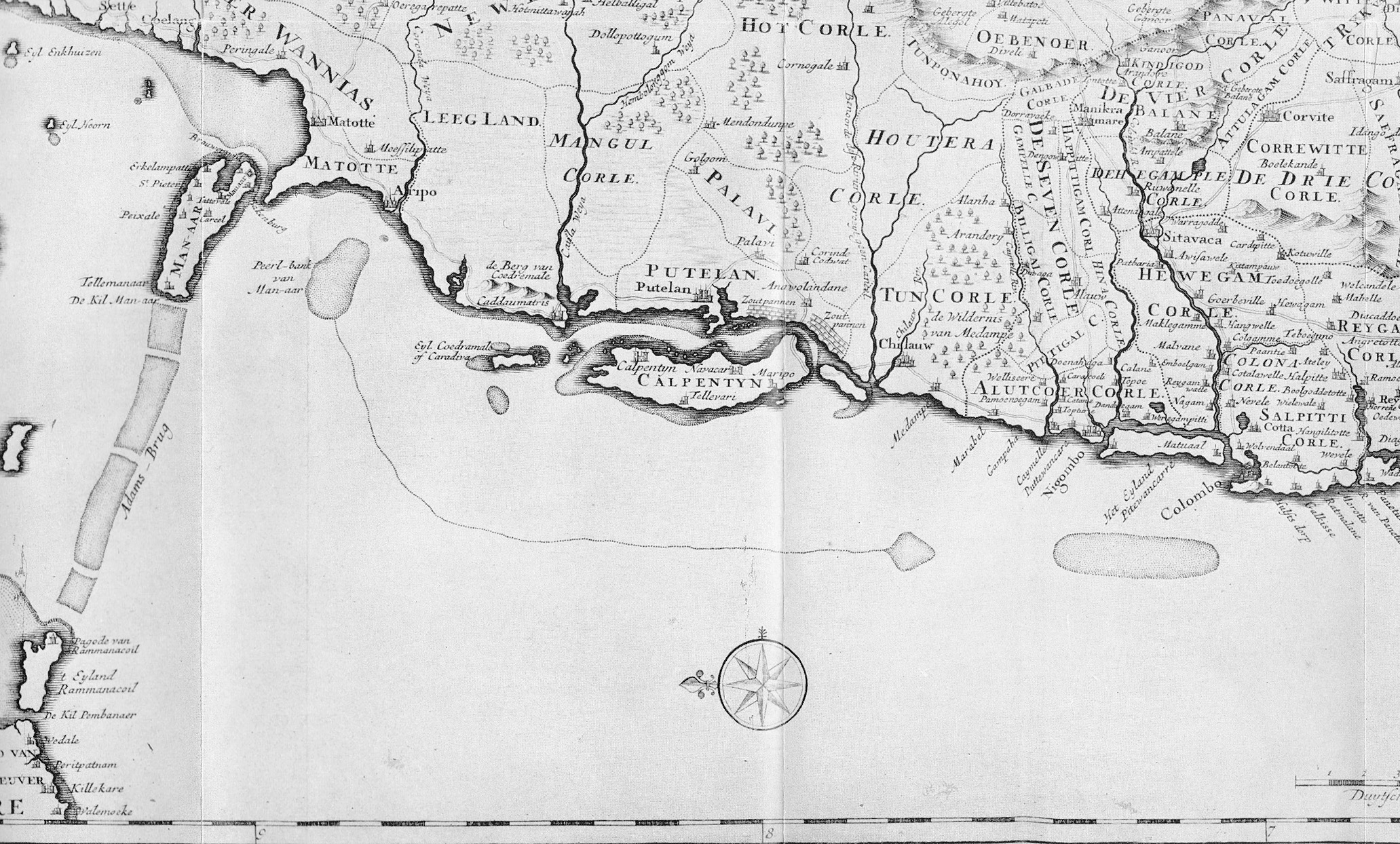
Detail van een kaart van Ceylon van François Valentijn, met Calpentyn en de Adamsbrug naar India.

De VOC leefde vooral in de tweede helft van de 17de eeuw in onmin met de koning van Kandy, Raja Singha II, op wiens verzoek ze de Portugezen had verjaagd, maar die de daarvoor gemaakte oorlogskosten niet wilde betalen. De VOC hield daarom de op de Portugezen veroverde forten in onderpand tot hij betaalde, wat de koning weer als contractbreuk zag. De afspraak was dat de forten op één na overhandigd zouden worden aan de koning, die ze wilde afbreken. De onderhoudskosten van de forten werden opgeteld bij de oorlogskosten, zodat die steeds verder opliepen en onbetaalbaar werden.
Ook schepen van de grote concurrenten van de VOC, eerst de Britten en daarna ook de Fransen, die net als de VOC op de tegenoverliggende Coromandelkust van India gevestigd waren maar niet in Ceylon, konden vanuit Fort Calpentijn, en de nabije forten op Mannar, Delft en Hammenhiel, worden onderschept. Vooral het monopolie op het zeer winstgevende kaneel moest worden beschermd. Ook andere zeehandel van derden werd vaak gedwarsboomd, maar het beleid op dat gebied was wisselend.
Behalve kaneel leverde de regio ook andere producten, zoals arecanoten (in Azië zeer populair om op te kauwen samen met een stuk betelblad), kokosproducten en schelpen (gebruikt als betaalmiddel en bij religieuze ceremonies). Vanaf het begin van de 18de eeuw werden deze producten via een 120 kilometer lang (nog steeds bestaand) kanaal van Puttalam via Negombo naar Colombo vervoerd, en vandaar naar Galle en dan verder over zee. De kaneel ging naar de Europese markt. De andere producten waren voor de intra-Aziatische handel, in ruil voor rijst en textiel.

## Galerij

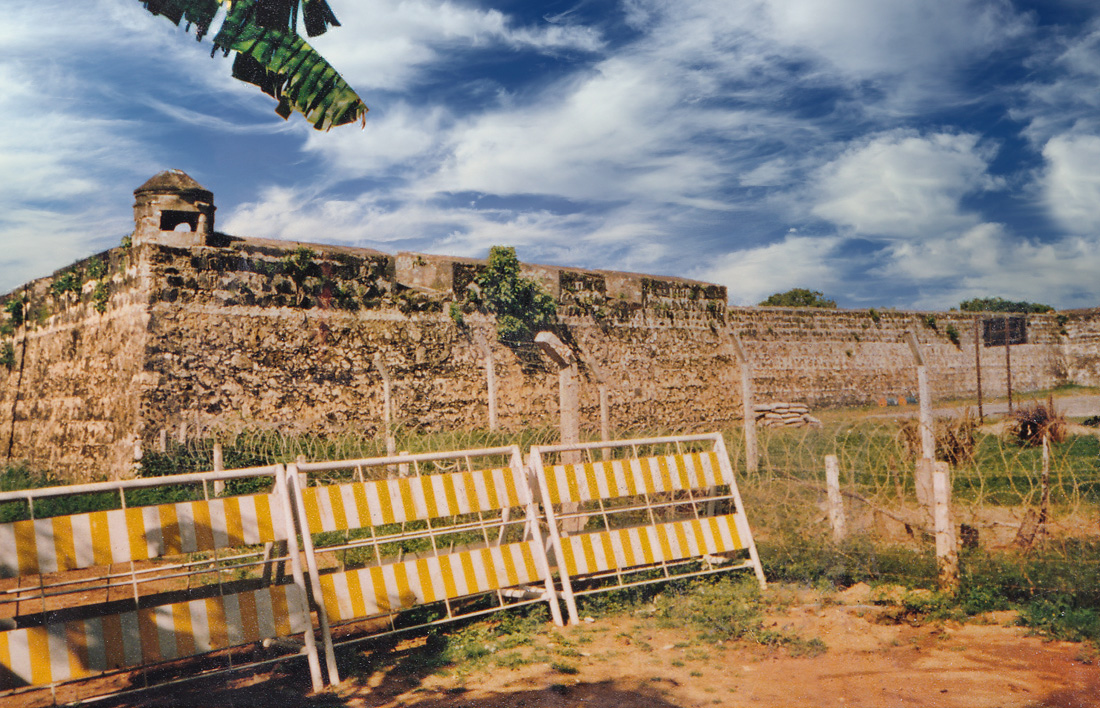
Bastion en muur van het Kalpitiya fort gezien vanaf de noord-westzijde (landzijde).
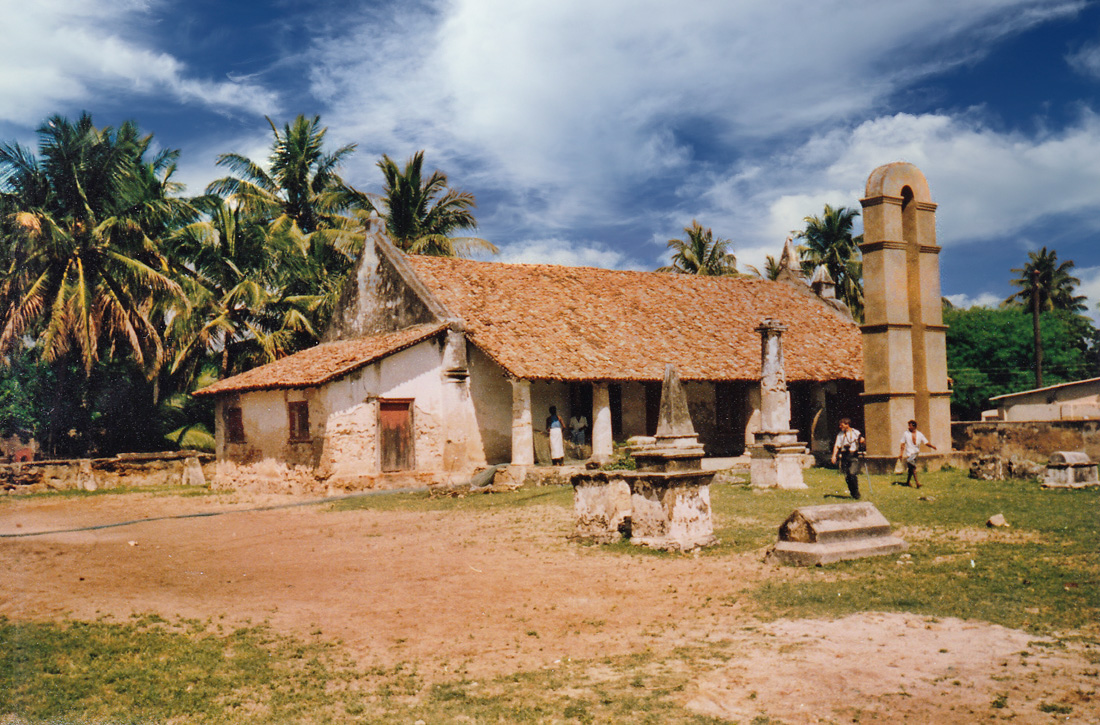
Het kerkje en de begraafplaats, iets ten noordwesten van het fort.
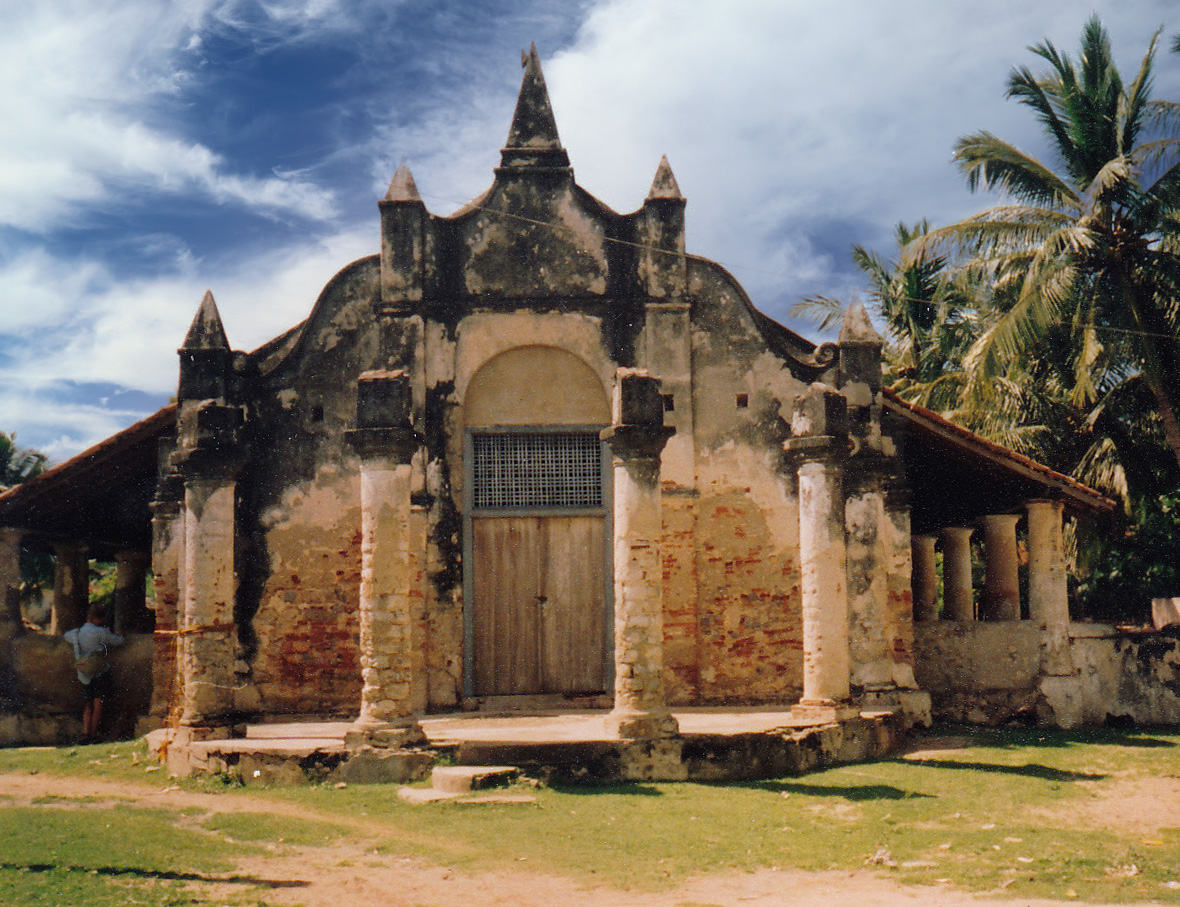
Restanten van de veranda van het kerkje, aangebouwd in de Engelse tijd, vóór de restauratie.
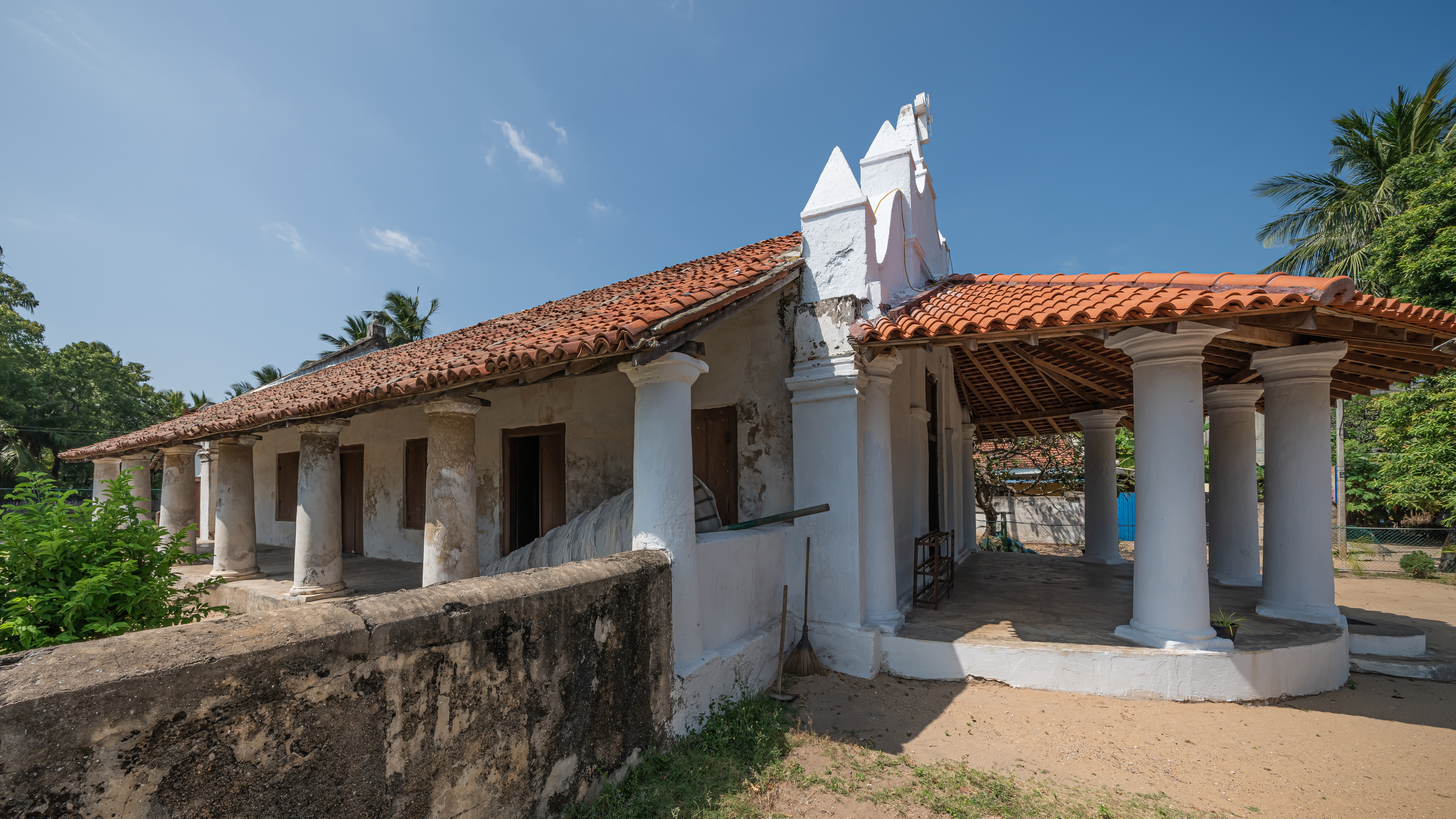
Het kerkje na de restauratie.
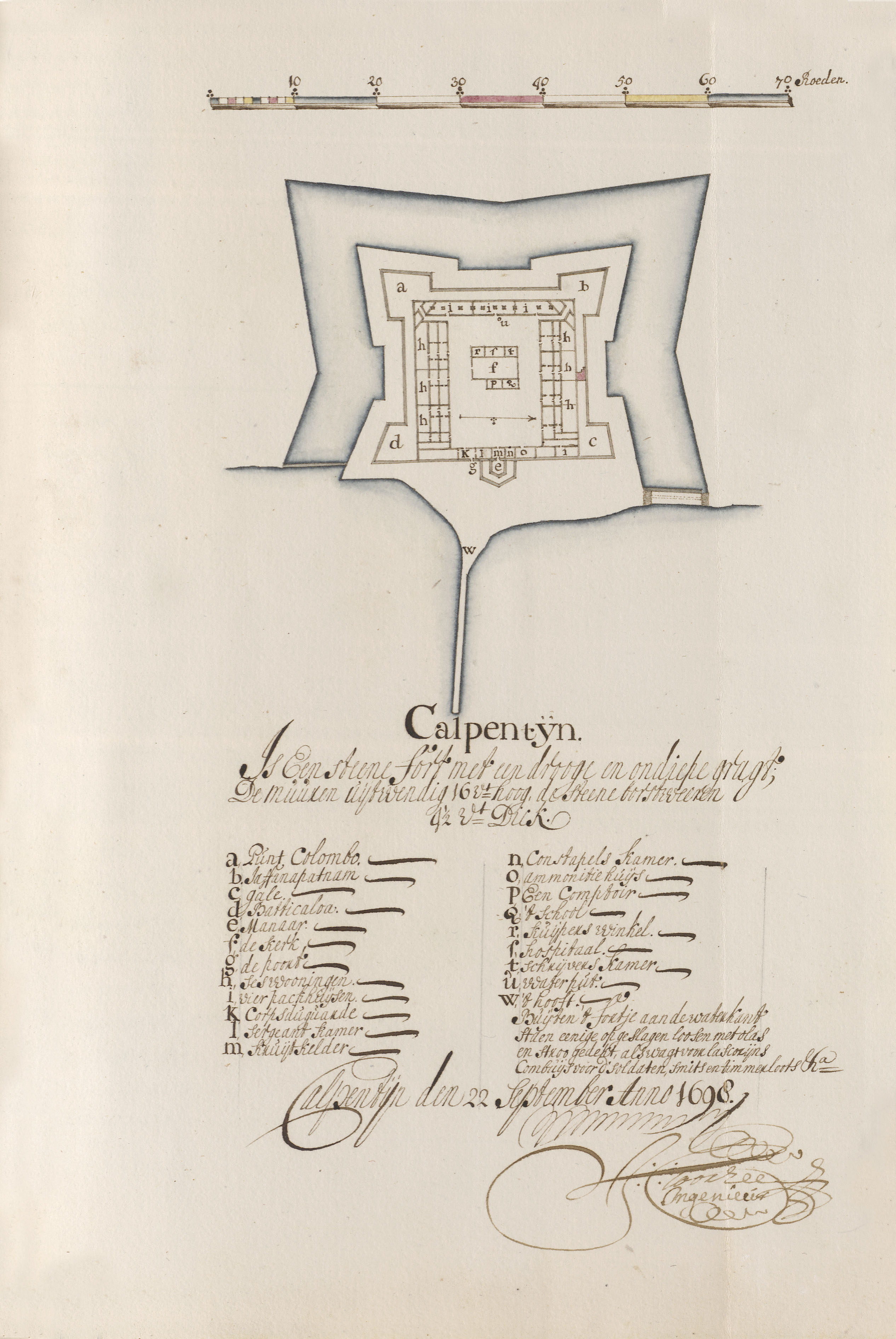
Plattegrond van fort Calpentijn, uit het verslag van gouverneur Gerrit de Heere van zijn bezoek aan het fort in 1698.